# Calocochlia pan
Calocochlia pan es una especie de caracol pulmonado terrestre y arbóreos de la familia Bradybaenidae. La especie es muy común en las Filipinas. La concha del caracol mide entre 41 a 47 milímetros de largo. Su coloración es a franjas espirales de color marrón chocolate y color crema